# 重氮亚甲基三苯基磷
重氮亚甲基三苯基磷是一种有机磷化合物，化学式为C19H15N2P，它是对空气敏感的固体，最早于2024年被发现。它可由双(三苯基膦)碳化物、三苯基膦(三丁基膦)碳化物或1,3-二甲基-2-(三苯基磷亚基)亚甲基-2,3-二氢苯并咪唑和一氧化二氮反应制得。它可以将醛转化为多一个碳原子的乙炔基衍生物，或将两分子酮转化为丁三烯衍生物。